# Gennadi Jegorowitsch Korschikow
Gennadi Jegorowitsch Korschikow (russisch Геннадий Егорович Коршиков; * 19. Februar 1949 in Leningrad, Sowjetunion) ist ein ehemaliger sowjetisch-russischer Ruderer und Olympiasieger der Olympischen Sommerspiele 1972.

## Karriere
Der für Dynamo Leningrad rudernde Korschikow trat 1972 bei den Olympischen Spielen in München mit Alexander Timoschinin im Doppelzweier an und gewann am 2. September 1972 die Goldmedaille vor dem norwegischen Doppelzweier.
1973 wurden Korschikow und Timoschinin Zweite bei der Europameisterschaft in Moskau.
Bei den Olympischen Spielen 1976 in Montreal belegte er mit Jewgeni Barbakow den 4. Platz.
Bei den Weltmeisterschaften 1974 in Kopenhagen wurde Korschikow Vizeweltmeister mit dem sowjetischen Doppelvierer. 1977 in Amsterdam holte er Bronze mit dem Doppelzweier.
1971 gewann Korschikow eine Bronzemedaille bei den Europameisterschaften in Kopenhagen.
1971, 1973, 1976, 1977 (Doppelzweier) und 1972 (Doppelvierer) war Korschikow Sowjetischer Meister.

## Auszeichnungen
- 1972:  Verdienter Meister des Sports der UdSSR[4][5]
- 1972:  Ehrenzeichen der Sowjetunion[4]